# Corinth (Kentucky)
Corinth es una ciudad ubicada en el condado de Grant en el estado estadounidense de Kentucky. En el Censo de 2010 tenía una población de 232 habitantes y una densidad poblacional de 41,94 personas por km².

## Geografía
Corinth se encuentra ubicada en las coordenadas 38°29′59″N 84°36′30″O / 38.49972, -84.60833. Según la Oficina del Censo de los Estados Unidos, Corinth tiene una superficie total de 5.53 km², de la cual 5.49 km² corresponden a tierra firme y (0.8%) 0.04 km² es agua.

## Demografía
Según el censo de 2010, había 232 personas residiendo en Corinth. La densidad de población era de 41,94 hab./km². De los 232 habitantes, Corinth estaba compuesto por el 94.83% blancos, el 0.86% eran afroamericanos, el 0.43% eran amerindios, el 0% eran asiáticos, el 0% eran isleños del Pacífico, el 1.29% eran de otras razas y el 2.59% pertenecían a dos o más razas. Del total de la población el 2.16% eran hispanos o latinos de cualquier raza.